# Мольвена
Мольвена (итал. Molvena) — коммуна в Италии, располагается в провинции Виченца области Венеция.
Население составляет 2426 человек, плотность населения составляет 347 чел./км². Занимает площадь 7 км². Почтовый индекс — 36060. Телефонный код — 0424.
Покровительницей коммуны почитается Пресвятая Богородица	(Madonna di Monte Berico), празднование 8 сентября.